# Кам'янка-Волоська

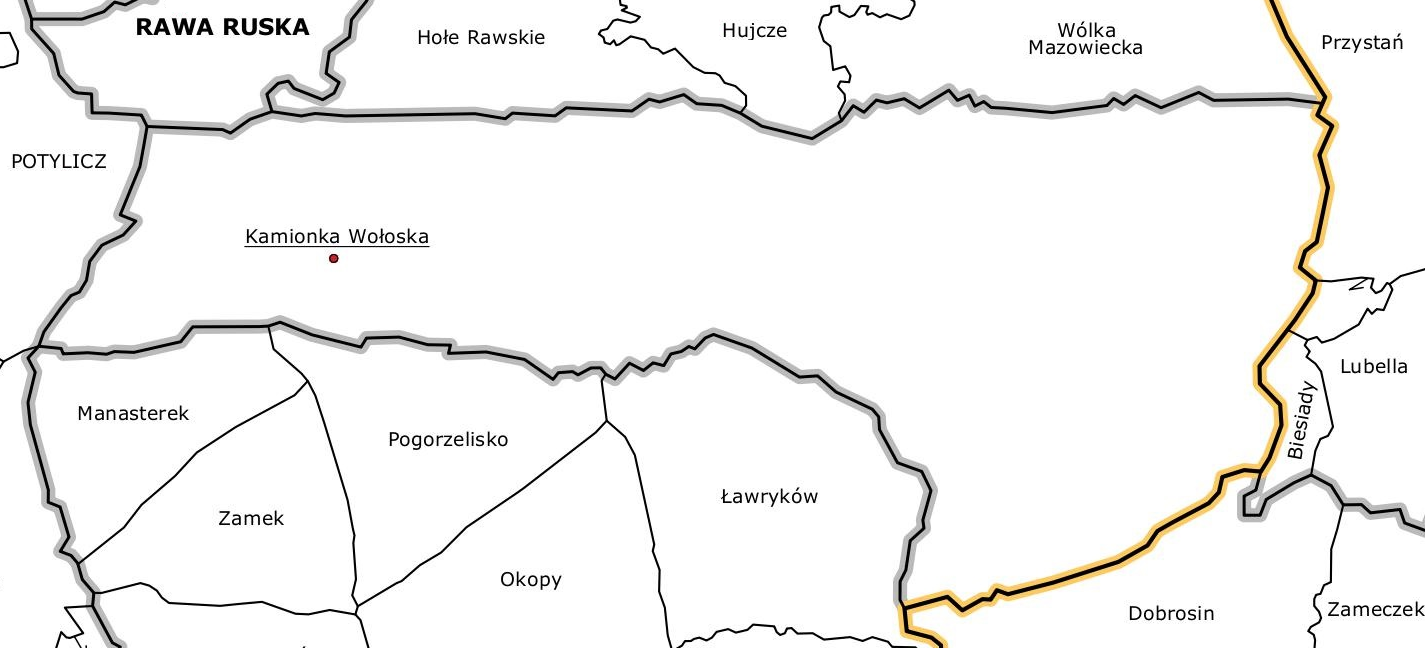
Кам'янка-Волоська на карті 1934 року

Кам'янка-Волоська (пол. Kamionka Wołoska) — сьогодні неіснуюче село, на території Рава-Руської та Добросинсько-Магерівської громад Львівського району Львівської області. 
У XIX ст. одне з найбільших сіл Галичини, належало до Рава-Руського повіту, розташовувалося на південь від Рави-Руської і близько 40 км на північний захід від Львова. 
Ця назва об'єднувала 14 присілків, а кожен з цих присілків складався з певної кількості, так званих давніше, дворищ (хуторів), які складалися звичайно з 2—7 будинків, а інколи й більше. Кожне таке дворище мало власну назву, а щодо своєї власності і прав творило окрему гміну. Загальна кількість дворищ складала 278. Назви дворищ, окрім деяких винятків, походять від прізвищ мешканців. 

## Присілки і дворища
Нижче подано назви присілків і дворищ, що до них належали.

### Старе СелоіДубрівка
1) Луцики, 2) Банахи, 3), 4), 5) Підкуймухи, 6) Лозове, 7) Житовецьке, 8) 9) 10) Поповичі, 11) Підсудки, 12) Саламахи, 13) Чулинди, 14), 15) Думи, 16) Мазураки, 17) Підсудки, 18) Когути, 19) Луцькове, 20) Залужне, 21) Дудаки, 22) Циці, 23) Бутрини, 24) Вольки, 25), 26) Плесаки, 27) Журавецьке, 28) Йоничі, 29) Пізюри, 30) Лопати, 31) Кудзяни, 32) Кіхи, 33) Трутики, 34) Гавронське, 35) Луники, 36) Стецини, 37) Закали, 38) Луники II, 39) Турки, 40) Страдецьке, 41) Мальці, 42) Підставське, 43) Палидвори І, 44) Солтиси, 45) Скаби, 46) Пастушини, 47) Палидвори II, 48) Житовецьке, 49) Добоші, 50) Вовковиця, 51) Солтиси вільні, 52) Гончарі;

### Липник
53) Загірні, 54) Загірні долинне, 55) Саламахи, 56) Дмитрини, 57) Червінське, 58) Левки, 59) Коминярі, 60), 61) Сулими, 62), 63), 64) Фарини, 65) Дубровське, 66) Луцики, 67) Зелене, 68) Поповичі, 69) Кицяки, 70) Омеляші, 71) Білути, 72) Підлипне, 73) Сенюки, 74) Карчмарі, 75) Підлипне II, 76) Стадницьке, 77) Левочки, 78) Свистуни, 79) Луки, 80) Скугри, 81) Голоти, 82) Гобрини, 83) Петрики, 84) Петрики II, 85) Шиманське, 86) Думи, 87) Лупії, 88) Мисинське, 89) Скульви;

### Березина
90) Голоти, 91) Серафини, 92), 93) Гнильці, 94), 95) Дороші, 96) Куци, 97) Серниче.

### Мощана
98) Карчмарі, 99) Літепли, 100) Дейнеги, 101) Саламахи, 102) Свистуни, 103) Шиманське.

### Голе
104), 105), 106), 107) Зигайли, 108) Пуні, 109), 110) Рикмаси, 111) Процики, 112) Пістуни, 113) Рибаки, 114) Закали, 115) Грики, 116), 117) Гриньчуки, 118) Білути, 119) Синиці.

### Крушина
120) Попки, 121) Загайли, 122) Сендюхи, 123) Лесики, 124) Вахни, 125), 126) Кошелі, 127) Костюки, 128) Гулі, 129) Кочани, 130) Сехни, 131) Дидичі, 132) Сендюхи II, 133) Нурки, 134) Савки.

### Пільце
135) Стецюхи, 136) Кіхи, 137) Стецини, 138) Федюри, 139) Чауси, 140) Мандзюки, 141) Тиські.

### Буди
142) Волоси, 143), 144) Горече, 145) Ромацькі, 146), 147) Закали, 148) Бадани, 149) Стасинки, 150) Кулаї, 151), 152) Сідельники, 153) Білути, 154) Підчехи, 155) Мазани, 156) Чекілі, 157) Оліярники, 158) Огорілки, 159) Ляхівці, 160) Мазани II, 161) Зихайли, 162) Сухорукі, 163) Луцики.

### Криве
164) Мазураки, 165) Літепл и, 166) Літепли II, 167) Савчуки, 168) Чауси, 169), 170) Артемишине, 171) Огорілки, 172) Федори, 173) Гарасими, 174) Добродії, 175) Летії, 176) Климки, 177) Колиски, 178) Смолії, 179) Струки, 180) Малащине, 181) Ляхівці, 182) Мисани, 183) Хроми, 184) Горбове, 185) Грабове, 186) Мацьки;

### Милява
87) Жигайли, 188) Холоди, 189), 190), 191) Шевці, 192), 193) Близняки, 194) Бардаки, 195) Гудзи, 196) Коростелі.

### Пирятин
197) Терлюки, 198) Шведи, 199) Левочки, 200) Кобрини, 201) Олещини, 202) Стадницьке, 203) Яхни, 204) Гелети (Гілетії), 205) Луки, 206) Пісоцьких, 207) Кочани, 208) Боднарі, 209) Лущаки.

### Бишків
210) Шарки, 211) Захаркові, 212) Хліще, 213) Локаше, 214) Станьки, 215) Шведи, 216) Марки, 217) Скоропади, 218) Бучми, 219) Мулики, 220) Березовці, 221) Брунці, 222) Кабринці, 223) Ладичі, 224) Сушки, 225) Пісоцьке, 226) Комісари, 227) Лущики, 228) Владики, 229) Уланка (корчма), 230) Брики.

### Боброїди
231) Борове, 232) Кулиничі, 233) Зіньки, 234) Баглаї, 235) Холоди, 236) Скаби, 237) Джуси, 238) Лупії, 239) Губки, 240) Будзани, 241) Морози, 242) Чехи, 243) Перетятки, 244) Грицьки, 245) Кулявці, 246) Хотії, 247) Луцани, 248) Рябці, 249) Демчини, 250) Чуйгуки (Чуюки), 251) Голоти, 252) Кордуби, 253) Біляки (Білецькі), 254) Копитки, 255) Следзі, 256) Дениси, 257) Кудрики, 258) Станьчуки, 259) Лібри, 260) Лозові, 261) Вольки, 262) Чауси, 263) Гораєць.

### Помлинів
264) Луцики, 265) Вольки, 266) Перетятки, 267) Климки, 268) Свідерське, 269) Мельники, 270) Зубалі, 271) Вольки, 272) Котики, 273) Білики, 274) Свистуни, 275) Вольки, 276) Стасюки, 277) Савчуки, 278) Солтиси-Луцики.

## Географія
Вся територія села лежить в басейні Бугу. Вздовж північного кордону Кам'янки-Лісової пливе Рата з заходу на схід. Між Кам'янкою-Волоською та Старим Селом з Липником пливе з Потелича потік Муранка, притока Рати, з заходу на схід, а потім на північний схід. Через південно-східну частину Липника пливе з Руди Магерівської потік Мощана (притока Муранки) з південного заходу на північний схід і приймає з правої сторони потік Погорілиська. З південно-східної частини Кам'янки-Лісової води пливуть на північний схід до Рати, як наприклад, потік Біла вздовж південно-східного кордону. Над Ратою, а також над Муранкою і Мощаною, лежать розлогі мочари, так звані луги. 
Вся територія села лежить у низині. Західна частина, менша, (Старе Село, Дубрівка і частина Липника) є горбистою, а між її узгір'ями підноситься найвище Вовковиця (349 м) на пн.-зах. і друге узгір'я, висотою 315 м на південному-заході. Узгір'я вкриті лісами. З Вовковиці можна побачити гарні краєвиди не тільки на присілки Кам'янки, але й на дальші околиці. Звідси можна було побачити мури 4-баштового замку в Руді Магерівській, у якій деколи під час ловів перебував Ян Собеський, а вдалині виблискують три куполи церкви в Руді Монастирській. У середині території Кам'янки-Волоської підноситься гора Клепачка (282 м), а ціла східня, більша частина території, є рівнинною, знижуючись за течією потоків. З височин згадати тут можна ще Недеху (в Бишкові), висотою 237 м. Решта території спадає нижче, аж до 214 м над рівнем моря на лугах над Ратою. Численні потоки, які пливуть тут, утворюють трясовини, завширшки понад 3 км. Літом з'являється тут багато водоплавної птиці, у річках багато риби, раків, місцями видри, а в болотах над рікою Білою — пиявки. Давніше мали бути тут бобри (досі один присілок називається Боброїдами), ведмеді (одна сіножать називається до сих пір «медвежими лозами») і рисі (одна сіножать називається «рисячі лози»). Восени стоять на цих розлогих лугах, що тягнуться над берегами Рати до сусідніх сіл, численні стоги сіна, які щойно зимою, коли земля замерзне, можна звідси вивозити. В давні часи ховались навколишні мешканці разом зі своєю власністю в цих недоступних околицях від татарських нападів. Ґрунт є іншим у східній і в західній частині території. У східній частині він є піщаним або глинистим, що сприяє вирощуванню жита, гороху та картоплі (яка називається тут бульбою або картох), у західній частині глиниста, більш-менш жирна і чорна, що сприяє вирощуванню пшениці. В Дубрівці є гончарна глина і буре вугілля.

## Історія
Назва «Кам'янка» походить від великої кількості каміння, розкиданого на північно-західних узгір'ях. «Волоською» названо село через первинне закріпачення за волоським правом. Давніше називали це село також «Кам'янка від золотої бані», через те, що звідси можна побачити позолочені куполи на парафіальному костелі в Жовкві (2 милі від Кам'янки віддаленої). Люди вважали, що куполи виготовлено з справжнього золота, і ними так захоплювались. 
В історичних джерелах мало є згадок про Кам'янку-Волоську. Про місцевість «Гораєць», коло дороги в Боброїдах говорить легенда, що тут розпочалася перша війна і закінчиться остання. Можливо, що колись тут відбулась якась битва. Назву ниви «Чортомари», яка знаходиться в Старому Селі, деякі дослідники виводять від волоського «cetate mare» і доводять, що на цьому місці колись стояв мурований замок. Однак відсутні будь-які сліди цього замку, відсутні згадки про нього, швидше за все можна здогадуватись, що ця назва з'явилась через розкидане каміння, яке вже згадувалось вище, своїм положенням нагадувало форми кам'яного замку. В Пирятині знаходиться серед сіножаті простір, розміром з півморга, оточений широким ровом, так званий «окоп», де згідно з легендою якийсь Кошиковський сховав свої скарби від татар. Люди вірять, що ці скарби лежать там дотепер і декілька разів пробували їх шукати. Ліс, який росте на північ від цього окопу на невеликих піщаних горбиках і який тягнеться далеко на схід, вважають люди за місце, яким йшли татари в своїх походах. Ще дальше на північ знаходяться серед лісистих боліт кілька сіножатей, що називаються «букові острови», на яких люди ховалися від татар. За часів Речі Посполитої належала Кам'янка до Річицького староства в Белзькому повіті і воєводстві.
У 1854 році Кам'янку-Волоську розділено на дві кадастральні гміни: Кам'янку-Волоську на заході, яка включала такі присілки: Старе Село, Липник, Березину, Помлинів, Мощане, Голе, Крушини і Пільце і на Кам'янку-Лісову на сході, яка включала присілки: Буди, Криве, Миляво, Пирятин, Бишків і Боброїди. Довжина всієї території села із заходу на схід становила 22 км, ширина в західній половині становила 4 км, а в східній 5—9 км. На північ від села лежали Вілька Мазовецька, Гійче, Голе Равське, Рава-Руська, на захід Потелич, на південь Руда Монастирська, Руда Магерівська і Добросин (село Жовківського повіту), на схід Любеля і Пристань (обидва в Жовківському повіті). 
Згідно з переписом з 1880 року було 7691 жителів у гміні і 162 на території двору. Отже, це було найбільше село в Галичині.
Згідно з шематизмом з 1881 року було тут 6994 греко-католики, 78 римо-католиків. Парафія римо-католицька була в Раві-Руській. Парафій греко-католицьких було три: Кам'янка-Липник, Кам'янка-Старе Село і Кам'янка-Лісова. Всі належали до Потелицького деканату (після 1920 р. — Равського), Перемишльської дієцезії. 
Парафія в Липнику заснована близько 1600 року, мурована церква збудована в 1780 році старанням двору і громади. На місці, де вона зараз стоїть, стояла давніше мала дерев'яна церковка, збудована між 1616 і 1628 роками. У місцевій церкві знаходяться книги «Postylla Wujka» з 1582 року і «Річні справи церковні від 1198 року» зібрані священиком Іваном Квяткевичем в 1645 році. 
Парафія в Кам'янці-Лісовій заснована близько 1660 року. Місцева церква, віддалена від Липницької на відстані 11 км, деревляна з трьома куполами, будувалася від 1666 року по 1701 рік, а може й до 1721 року. Існує переказ, що стояла спочатку церква коло хат «Лозових», там де тепер стоїть хрест. В церкві знаходився портрет засновника, отця Василія Гавриловича Курдоби з 1668 року і оригінальна грамота заснування парафії на пергаменті, королем Міхалом в 1671 році виставлена. Гарний іконостас пензля Дем'яна Раєвича з 1666 року, відновив разом з церквою Антоній Монастирський з Любичі в 1859 році. 
Парафія в Кам'янці-Старе Село є найдавнішою в Кам'янці-Волоській, бо згадує про неї ще люстрація з 1564 року, і ще в 1616 році була єдиною в селі. Так можна було прочитати в описі Кам'янки-Волоської, розміщеному в «Галичанині» в 1862 році. На противагу цьому згадує Шематизм клеру руського Перемишльської дієцезії з 1879 року, що цю парафію закладено щойно в 1800 році. Церква дерев'яна з двома куполами, 1645 року збудована, лежить на узгір'ї між липами. На дзвіниці знаходився тільки один дзвін з 1639 року. З будинків звертає на себе увагу двір в Старому селі, який називається великим щоб відрізнити від меншого в Боброїдах, який називався Горайцем. 
Двір, збудований в 1829 році, і розширений в 1832 році. Того ж року закладено гарний парк і оранжерею. Давній двір стояв на південний схід від теперішнього на місці, названому «Замком».
В Кам'янці було дві однокласних школи в Боброїдах і Пільцях та кредитна каса.
Станом на 1 січня 1939 року в селі мешкало 11330 осіб, з них 11040 українців-грекокатоликів, 30 українців-римокатоликів, 130 поляків, 130 євреїв. Після анексії СРСР Західної України село стало в 1940 році районним центром Кам'янко-Волошського району.

## Етнографічні особливості
Хати селян є дерев'яними, покриті соломою, але кращі ніж в інших околицях Східної Галичини та Поділля. Фасадом всі повернуті на південь, у західній стороні звичайно знаходиться комора, посередині житлова кімната, дальше сіни, а на східному краю комірчина на дерево. З заду приставлені до будинку комірчини на птицю. В хаті, до якої входиться з сіней, знаходиться одразу ж при дверях зліва велика піч, справа комин; довкола стін стоять лавки, а посередині стіл, звичайно накритий, а інколи, особливо в неділю, стоїть хліб. Господарських будівель багато і вони якісно збудовані. Майже кожна хата обсаджена вільшиною і березиною. Садів мало і то тільки в західній стороні.
Місцеве населення є слов'янського походження, але є також ятвязькі й інші впливи, наприклад: Чаус, Фарина, Лібер, Канцір, Мандзяк, Джус, Сус, Стецина, Чулинда.
Мова мешканців червоноруська, з деякими властивостями волинсько-подільського наріччя. Перед літерою «о» ставлять на початку слова «г», наприклад, «говес» замість «овес»; «я» вимовляють як звук «є», наприклад, «дєдько» замість «дядько»; літеру «ф» не вимовляють, замість неї вживають «хв», наприклад, «прохвесор» замість «професор», або «п», наприклад, «Осип» замість «Осиф»; «г» вимовляють як «к», наприклад, «косподар» замість «господар»; замість «бити» говорять «бути». «Народитися» заміняють тут словом «найтися»; тобто замість «я народився» говорять «я найшовся». Коли звертаються до поважних осіб, вживають на початку зворот: «Прийшов до Господа Бога і Вашої ласки».
Чоловіки носять літом солом'яні капелюхи з широкими крилами, зимою шапку, тобто так званий ковпак, це є біла, вовняна шапка, оздоблена знизу червоною стрічкою, або також баранячу шапку. Комір і рукава в сорочці мають вишивку; штани полотняні або сукняні носять, заправляючи в чоботи. На себе одягають полотняну «плахту», тобто кафтан волоського крою, без поясу, з широким коміром; в святкові дні одягають сіру або коричневу опанчу, приталену і зі стоячим коміром, з капюшоном на плечах, вишиту червоними, зеленими і жовтими шнурочками. Зимою носять баранячі кожухи з вузькими комірцями. Опоясуються вузьким поясом, до якого прив'язують ножик. На ноги одягають чоботи, а інколи черевики з вільховими або липовими підошвами, які з'єднані дротом. Такі черевики тут називаються «дерев'яки». Жінки покривають голову білою або блакитною хусткою, врешті їх верхній одяг мало чим відрізняється від чоловічого.
Місцеве населення займається землеробством, скотарством, для чого дуже добре надаються широкі луги і пасовища, ткацтвом, а в Старому Селі і Дубрівці також гончарством і добуванням порцелянової глини.

## Відомі люди
- Зіґмунт Качковський – польський письменник, народився у Кам'янці Волоській